# Sérénac
Sérénac település Franciaországban, Tarn megyében. Lakosainak száma 500 fő (2022. január 1.). Sérénac Ambialet, Andouque, Crespinet, Saint-Cirgue, Saint-Julien-Gaulène, Villefranche-d’Albigeois és Bellegarde-Marsal községekkel határos.

## Népesség
A település népessége az elmúlt években az alábbi módon változott:
| Lakosok száma | 472  | 473  | 482  | 487  | 487  | 487  | 491  | 495  | 500  |
|               | 2013 | 2015 | 2016 | 2017 | 2018 | 2019 | 2020 | 2021 | 2022 |